# Feniletilamina
Feniletilamina ou beta-fenetilamina, também conhecida como "hormônio da paixão", é um neurotransmissor cuja molécula se parece muito com a anfetamina, e cuja produção no cérebro suspeita-se possa ser desencadeada por eventos simples como uma troca de olhares ou um aperto de mãos. 
A relação da feniletilamina com o Amor teve início com uma teoria proposta pelos médicos Donald F. Klein e Michael Lebowitz, do Instituto Psiquiátrico Estadual de Nova Iorque. Eles sugeriram que o cérebro de uma pessoa apaixonada continha grandes quantidades de feniletilamina e que esta substância poderia responder, em grande parte, pelas sensações e modificações fisiológicas que experimentamos quando estamos apaixonados. 

Alguns pesquisadores afirmam que exalamos continuamente, pelos bilhões de poros na pele e até mesmo pelo hálito, produtos químicos voláteis chamados Feromônios. Atualmente, existem evidências intrigantes e controvertidas de que os seres humanos podem se comunicar com sinais bioquímicos inconscientes. Os que defendem a existência dos feromônios baseiam-se em evidências mostrando a presença e a utilização de feromônios por espécies tão diversas como borboletas, formigas, lobos, elefantes e pequenos símios. Os feromônios podem sinalizar interesses sexuais, situações de perigo e outros. 

Os defensores da Teoria dos Feromônios dizem que o "amor à primeira vista" é a maior prova da existência destas substâncias controvertidas. Os feromônios – atestam – produzem reações químicas que resultam em sensações prazerosas. À medida em que vamos nos tornando dependentes, a cada ausência mais prolongada nos dizemos "apaixonados" – a ansiedade da paixão, então, seria o sintoma mais pertinente da Síndrome de Abstinência de Feromônios. 

Com ou sem feromônios, é fato que a sensação de "amor à primeira vista" relaciona-se significativamente a grandes quantidades de feniletilamina, dopamina e noradrenalina organismo.
Essa substancia é encontrada em muitos alimentos como, por exemplo: chocolate, queijos, amêndoas, e certos tipos de carnes e peixes. Entretanto, além destes alimentos, a feniletilamina pode ser produzida naturalmente pelo nosso corpo quando, praticamos exercícios físicos regularmente e dormimos bem.